# Плеєшій-де-Жос (комуна)
Плеєшій-де-Жос (рум. Plăieșii de Jos) — комуна у повіті Харгіта в Румунії. До складу комуни входять такі села (дані про населення за 2002 рік):
- Імпер (470 осіб)
- Кашину-Ноу (839 осіб)
- Плеєшій-де-Жос (447 осіб) — адміністративний центр комуни
- Плеєшій-де-Сус (836 осіб)
- Якобень (387 осіб)

Комуна розташована на відстані 199 км на північ від Бухареста, 27 км на південний схід від М'єркуря-Чука, 74 км на північний схід від Брашова.

## Населення
За даними перепису населення 2002 року у комуні проживали 2979 осіб.
Національний склад населення комуни:
| Національність | Кількість осіб | Відсоток |
| -------------- | -------------- | -------- |
| угорці         | 2431           | 81,6%    |
| румуни         | 276            | 9,3%     |
| цигани         | 271            | 9,1%     |
| німці          | 1              | < 0,1%   |

Рідною мовою назвали:
| Мова      | Кількість осіб | Відсоток |
| --------- | -------------- | -------- |
| угорська  | 2852           | 95,7%    |
| румунська | 126            | 4,2%     |
| німецька  | 1              | < 0,1%   |

Склад населення комуни за віросповіданням:
| Релігія        | Кількість осіб | Відсоток |
| -------------- | -------------- | -------- |
| римо-католики  | 2668           | 89,6%    |
| православні    | 276            | 9,3%     |
| греко-католики | 16             | 0,5%     |
| реформати      | 13             | 0,4%     |
| баптисти       | 4              | 0,1%     |
| унітарії       | 1              | < 0,1%   |
| не релігійні   | 1              | < 0,1%   |